# Cilicio

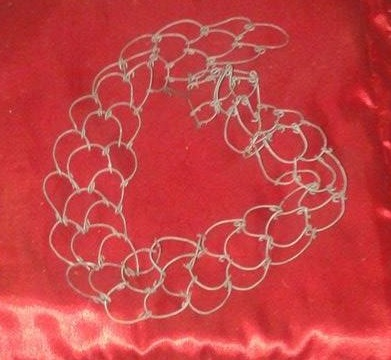
Cilicio

Un cilicio es un accesorio utilizado para provocar deliberadamente dolor o incomodidad en quien lo viste. Su uso estuvo extendido durante mucho tiempo en las diversas comunidades cristianas como medio de mortificación corporal, buscando así combatir las tentaciones y, sobre todo, la identificación con Jesucristo en los padecimientos que sufrió en la Pasión y los frutos espirituales que de ella se derivan. 

## Uso histórico
Tradicionalmente, el cilicio era una camisa o túnica hecha de tela áspera o de pelo de animal. Su nombre deriva del latín cilicium, una capa hecha de pelo de cabra de Cilicia, una provincia romana del sureste de Asia Menor; podía emplearse también como faja alrededor de la cintura o el vientre. La arpillera, que en el Nuevo Testamento se menciona con frecuencia como símbolo de luto y penitencia, se usaba del mismo modo; similar era también la vestimenta de pelo de camello usada por San Juan el Bautista. El uso más temprano recogido del término está en el salmo 34 de la Vulgata de San Jerónimo de Estridón (Salmos 35:13 en las ediciones protestantes), que reza

Ego autem, cum mihi molesti essent, induebar cilicio.

La versión antigua de la Reina-Valera lo vierte al español como saco; la moderna dice ropas ásperas, mientras que la Biblia de las Américas emplea el término cilicio.
Otros versículos del Antiguo Testamento demuestran su uso como prenda de luto o duelo en el antiguo Israel (Génesis 34, Génesis 37, o 1 Reyes 21, 27 entre otros).
En el cristianismo primitivo el uso del cilicio para mortificar la carne llegó a ser muy frecuente entre los ascetas, los penitentes, y aquellos personajes mundanos que buscaban expiar el lujo y la comodidad prohibidos por el mandato bíblico (Mateo 19) y del ayuno (Mateo 6:16).
San Jerónimo menciona el uso del cilicio entre Santos de los primeros siglos como San Atanasio, Juan Damasceno y Teodoreto. En esa misma época, San Casiano de Imola desaprobó su uso, afirmando que satisfacía a la vanidad de quienes se mortificaban, y que estorbaba la aplicación al trabajo manual. En la regla de San Benito de Nursia no se menciona el uso del cilicio, pero la S. Benedictus illustratus, sive Disquisitionsum monasticarum libri XII, quibus S.P. Benedicti Regula et religiosorum rituum antiquitates varie dilucidantur de Benedict van Häften, escrita en el siglo XVII, sostiene que era frecuente en la etapa temprana de la orden.
En época de San Agustín de Hipona, los bautizados adultos vestían el cilicio simbólicamente durante parte de la ceremonia. En la Edad Media, la mayoría de las órdenes monásticas adoptó su uso; de esta época data la práctica de hacerla de delgados alambres, para incrementar el malestar. Los penitentes lo vestían durante el Miércoles de Ceniza, y el altar de la iglesia se cubría con un paño de este material durante la Cuaresma.

## Uso actual

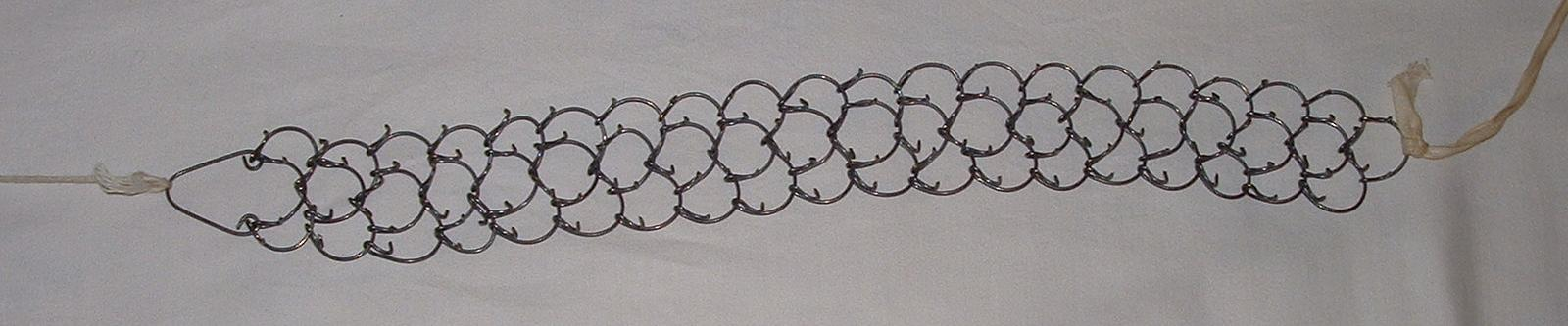
Cilicio de metal.

Modernamente, solo unas pocas órdenes continúan usándolo; los cartujos y los carmelitas son los únicos que prescriben su uso en la regla, mientras que en otras órdenes el cilicio y las disciplinas se reservan al uso voluntario o prescrito individualmente. En lugar de la camisa de pelo o metal, se emplea también una cadena o cinturón metálico dotado de puntas que se ata firmemente al muslo o la axila; las heridas provocadas por el cilicio no dan lugar a sangrado pero dejan marcas visibles. En el Opus Dei la recomendación a los numerarios es usarlo diariamente durante dos horas, con excepción de domingos y festivos.
Otro uso distinto es el que se da en el mundo del BDSM y subculturas afines. El cilicio se puede usar como instrumento de castigo corporal en solitario y puede ser usado por una persona dominante en una persona sumisa.